# Limburgisme
De term limburgisme wordt op twee manieren gebruikt: binnen de historische taalkunde (waar het verwijst naar taalkenmerken in Oudnederlandse of Middelnederlandse teksten die typisch zijn voor het Limburgs) en voor de interferentie tussen dialect en standaardtaal die zich onder sommige sprekers van de Limburgse dialecten voordoen.

## Historische taalkunde
Limburgismen kunnen verschillende vormen aannemen. Het kan gaan om een grammaticaal element, de gebruikte woordenschat of om de gebruikte spelling. Voorbeeld van limburgismen op het gebied van spelling zijn onder andere te vinden in het Handschrift Borgloon, waar relatief vaak de spelling "u" en "ou" voor "oe" wordt gebruikt. Uit een vergelijking met het veertiende-eeuwse oorkondenmateriaal blijkt, hoewel "oe" de meest gangbare spelling is, dat de varianten met "u" en "ou" kenmerkend zijn voor teksten en schrijvers uit zuidelijk Limburg. Deze kenmerken helpen taalkundigen om teksten (of hun kopiisten) in een bepaald dialectgebied te plaatsen.

## Interferentie tussen Limburgse dialecten en het Algemeen Nederlands
Onder andere het volgende wordt door Limburgssprekenden vaak toegepast in het Nederlands:
- tot (In het Maastrichts en omringde Limburgse dialecten wordt het voegwoord dat vervangen door tot wanneer het woord niet verwijzend is bedoeld. In het Nederlands zegt men dan bijvoorbeeld: Ik geloof tot hij kijkt.'", echter niet: "Tot is het huis van Maria.)
- sj-toepassing (In veel Limburgse dialecten wordt de alveolare (met de tong tegen de tandkassen aan gearticuleerde) fricatief s vervangen door de palato-alveolaar sj als er een medeklinker volgt. Bijvoorbeeld: Ik sjtond bij jou op de sjtoep te sjpelen.)
- onjuist lidwoord, bijvoorbeeld 't koffer, de kaffee (In het Limburgs is koffer onzijdig en café mannelijk.)
- 'ne-toepassing (Wanneer een woord mannelijk is, is in veel Limburgse dialecten 'ne het onbepaald lidwoord. Bijvoorbeeld: "Ik zag 'n vrouw en 'ne man")
- vrekheid voor brutaliteit.
- dan/als (Deze woorden worden vaak in de verkeerde context gebruikt: bijvoorbeeld: hij is groter als zijn moeder). Dit komt ook voor in Noord-Brabant en Vlaanderen. Net als in het Duits, gebruikt men in de meeste varianten van het Limburgs "als" wanneer het om een overtreffende vergelijking gaat ("Heer is groeter es zien mojer") en "wie" wanneer het om een gelijkwaardige vergelijking gaat ("Heer is eve groet wie zien mojer").
- overmatig gebruik van wederkerigheid in werkwoorden. Hoewel wederkerende werkwoorden in het Nederlands voorkomen (zoals "zich herinneren") zijn ze veel meer aanwezig in het Limburgs. Zo wordt "zitten" vertaald als "ziech zitte" ("Iech zit miech eve op dee stool", "Ik ga even zitten op die stoel"). Sommige Limburgers passen die constructie incorrect toe wanneer ze Nederlands spreken (bijvoorbeeld: "Ik zit me even.", "Ik pak me even een koffie", "Hij had zich eieren gekocht vanochtend").

Soms worden bepaalde eigenaardigheden van het Nederlands taalgebruik van Limburgstaligen onterecht als foutief en dus als limburgisme bestempeld. Een voorbeeld is het feit dat het woordgeslacht in het Limburgs duidelijker aanwezig is dan in de Nederlandse standaardtaal. Dit komt bijvoorbeeld tot uiting in het feit dat het onbepaalde lidwoorden zich zowel richt naar mannelijke zelfstandige naamwoorden (ne maan, 'ne stool) als naar vrouwelijke (n vrouw, 'n taofel). Hierdoor zijn sprekers van het Limburgs sneller geneigd om naar traditioneel vrouwelijke woorden in het Nederlands verwijzen met "zij/haar" (bijvoorbeeld: "De poot van de tafel is gebroken. Haar poot is gebroken."; "De poot van de stoel is gebroken. Zijn poot is gebroken."), terwijl veel andere Nederlandstaligen die gevoeligheid tegenwoordig niet meer delen ("De poot van de tafel/stoel is gebroken. Z'n poot is gebroken."). Hoewel het eerste voorbeeld grammaticaal correcter is dan het tweede, wordt dat eerste voorbeeld toch door veel Nederlanders als onnatuurlijk aangevoeld.